# Керманский султанат
Керма́нский султана́т — султанат, входивший в состав Великой Сельджукской империи с 1048—1186 годы. Правителями султаната были иранские и иракские Сельджукиды.

## История
Родоначальник керманских Сельджукидов, Кавурд-бек, в 1041 году по решению родственников получил под своё управление иранскую провинцию Керман, которая находилась в то время под властью Буидов. В 1043 году началось завоевание Кермана, и уже в 1048 году, после устранения Буида Абу Калиджара, Кавурд фактически утвердился в этой области. Кавурд взял город Бардсир, который стал столицей эмирата. После завоевания морского побережья Кавурд был признан правителем Омана.
В Бардсире Кавурд каждый год проводил около семи месяцев, а на зиму он перебирался на юг в Джируфт. Через Джируфт в основном осуществлялась торговля с Индией, и город имел славу одного из самых богатых городов мусульманского мира. Кавурд постоянно заботился о постройке караван-сараев и других сооружений, которые облегчали путешествие через пустыню.
Пытаясь объединить под своей властью все сельджукские владения, в 1067 году он восстал против своего брата Алп-Арслана. Попытка захватить власть в султанате не принесла ему ожидаемого результата, и он вынужден был вновь подчиниться его власти.
В 1072 году Алп-Арслан умер, а его преемником стал сын Малик-шах I. Кавурд, являвшийся самым старшим в роде Сельджуков, не пожелал ему подчиняться и в 1073 году поднял новое восстание, попытавшись завладеть престолом. Весной 1073 года он был разбит в сражении недалеко от Хамадана и, попав в плен к своему племяннику, был казнён. Несмотря на это, Малик-шах I сохранил Керман за наследниками Кавурда. Правителями султаната становились Кирман-шах и его сын Хусейн. В 1074 году в Бардсире утвердился другой сын Кавурда, Султан-шах, который выразил полную покорность Малик-шаху, и тот отменил уже начатый поход против Кермана.
В 1085 году Султан-шаха сменил его брат Туран-шах I. Ему наследовали сын Иран-шах и племянник Арслан-шах I.
В 1142 году власть перешла к сыну Арслан-шаха, Мухаммаду I, который имел славу кровожадного тирана, однако страна продолжала при нём процветать. Мухаммаду I покровительствовал духовенству, строил в Бардсире и Джируфте медресе, рабаты, мечети и больницы. В соборной мечети Бардсира была устроена библиотека, насчитывавшая 5 тысяч томов.
В 1156 году эмиром стал сын Мухаммада, Тогрул-шах. В это время, после смерти султана Санджара, распался Хорасанский султанат. Долгие годы этот султанат прикрывал Керман от набегов кочевников. В Иран устремились полчища огузов, завоёвывавших одну провинцию за другой. После смерти Тогрул-шаха в 1170 году в Кермане начались смуты, и кочевники захватили Керман.
При Туран-шахе II огузы разграбили всю страну, а после смерти Мухаммада II в 1187 году Керман перешёл под власть огузского эмира Малика Динара, женившегося на дочери Тогрул-шаха, Кермани-хатун.